# 대천사 라지엘의 서

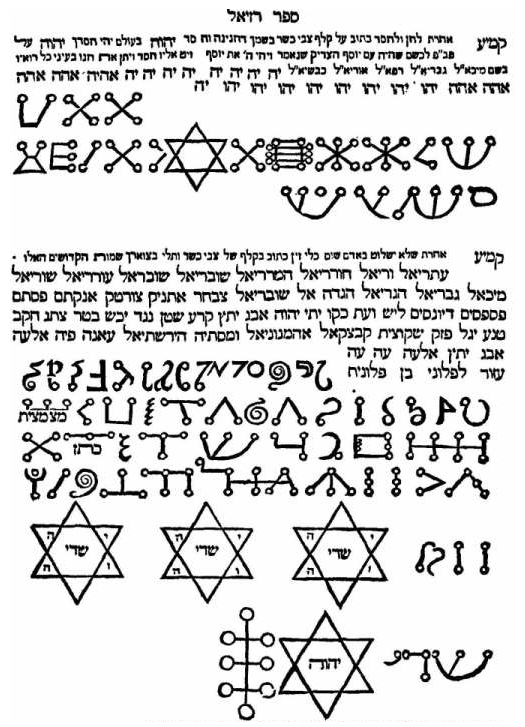

대천사 라지엘의 서(Sefer Raziel HaMalakh, 히브리어: ספר רזיאל ה מלאך)는 주로 히브리어와 아람어로 쓰여진 중세 실용 카발라의 그리모어이다. 카스티야의 알폰소 10세 때 제작된 13세기 라틴어 번역본이 남아 있다.

## 텍스트 역사
이 책이 13세기 이전의 것으로 볼 수는 없지만 부분적으로는 고대 후기로 거슬러 올라갈 수 있다.
이 책은 천사 라지엘에 의해 아담에게 계시되었다고 주장한다. 제목 자체는 후기 고대의 또 다른 마법 작품인 모세의 검에서 언급된다. 비판적 역사가들은 그것을 인용이 13세기에야 나타나기 시작했기 때문에 아마도 아시케나지 하시딤(Ashkenazi Hasidim)에서 기원한 중세 작품으로 간주한다. 이븐 에즈라는 출애굽기에 대한 주석을 마치는 1153년 이전에 한 섹션을 사용할 수 있었다. 중세 버전의 편집자는 보름스의 엘레아자르(Sefer Galei Razia)로, 다양한 신학적 견해를 가진 사람들이 쓴 더 많은 글을 포함하여 현재 세페르 라지엘(Sefer Raziel)로 발전했다. 제이콥 엠덴(Jacob Emden)에 따르면, 아브라함 아불라피아(Abraham Abulafia)가 편집했다.

## 내용
대천사 라지엘의 서는 "비밀의 책" 세페르 예찌라(Sefer Yetzirah)와 세페르 하라짐(Sefer HaRazim)에 크게 의존한다. 최대 7권의 소책자를 포함하는 여러 원고 버전이 있다. 세페르 라지엘의 인쇄본은 다섯 권의 책으로 나뉘며, 그 중 일부는 창조에 대한 신비로운 미드라시 형식이다. 그것은 정교한 천사학, 조디악, 게마트리아, 신의 이름, 보호 주문 및 마법 치유 부적 작성 방법의 마법 사용을 특징으로 한다.
라지엘의 서의 6권은 세페르 하라짐을 기반으로 하며 세페르 아담의 "아담의 기도"를 비롯한 다양한 추가분이 있다.
이 책은 조하네스 하틸렙(Johannes Hartlieb)의 가장 가증스러운 강령술 작품 중 하나로 피카트릭스(Picatrix)와 함께 명명된 독일 르네상스 마법에서 악명을 떨쳤다. 아담의 기도는 니콜라우스 쿠자누스(Nicholas of Cusa)에 의해 두 개의 설교(Sermo I, 4, 16.25; Sermo XX, 8, 10-13)에서 의역되었으며 요하네스 로이힐린(Johann Reuchlin)이 그의 데 아르떼 까발리스티까(De Arte Cabbalistica)에서 더 많이 사용했다. 15세기의 콘라드 볼스태터(Konrad Bollstatter)는 Cgm 252에서 보간된 "아담의 기도"의 라틴어 버전에 대한 인식을 보여주지만, 그는 라지엘을 라파엘(Raphael)로, 셋을 셈으로 대체했다.

### 지식의 나무
아담은 하나님께 기도하면서 뱀에게 속아 지식의 나무에서 먹도록 속인 아내 하와의 말을 들은 것에 대해 사과했다. 라지엘의 서에 따르면 하나님은 가장 높은 천사를 보내셨다. 라지엘은 아담에게 행성, 별 및 창조의 영적 법칙에 대한 지식을 포함하여 지구상의 자연과 생명의 영적 법칙을 가르친다.
천사 라지엘도 아담에게 육신과 이 육계의 경계 안에서 말하는 힘과 생각의 힘과 영혼의 힘에 대한 지식을 가르쳤고, 기본적으로 육체적 존재와 영적 존재를 조화시킬 수 있는 지식을 가르쳤다.
천사 라지엘은 언어의 힘, 히브리어 알파벳의 22자에 포함된 에너지, 이름의 조합 및 의미를 가르친다.

### 아담과 아브라함
유대 전통에 따르면 천사 라지엘은 아담을 가르치기 위해 지구로 보내졌고, 아브라함의 고귀한 영혼으로 인해 라지엘은 아브라함에게 모든 영적 지식과 영적 법칙을 가르치기 위해 돌아왔다. 라지엘은 아담과 아브라함에게 자연의 길을 가르치기 위해 특별한 목적으로 지구로 보내졌다. 라지엘의 책은 태양계 행성의 점성술에서 모든 것을 설명하고, 이 물리적 세계에서 말과 행동으로 나타나기 전에 영적 영역의 생각으로 창조적 생명 에너지가 어떻게 시작되는지 설명한다. 이 지구의 영원한 신성한 창조적 생명 에너지는 사랑이며, 책은 출생, 죽음, 영혼의 환생 및 "변화"의 많은 영적 법칙에 대한 영적 법칙을 설명한다.